# Masjoek-KMV Pjatigorsk
Masjoek-KMV Pjatigorsk (Russisch: Машук-КМВ) is een Russische voetbalclub uit Pjatigorsk.
De club werd opgericht in de jaren 20 als Dinamo Pjatigorsk en bleef deze naam behouden tot 1965 toen het Masjinostroitel werd. Van 1968 tot 1993 en van 1998 tot 2002 heette de club Masjoek en van 1994 tot 1997 Energia. De huidige naam werd in 2003 aangenomen.
Ten tijde van de Sovjet-Unie speelde de club voornamelijk in de derde klasse. In 2005 promoveerde de club naar de Russische tweede klasse en speelde daar tot 2008.